# Tomás Estrada Palma

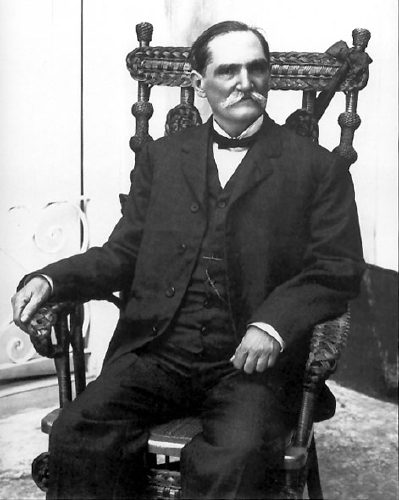
Tomás Estrada Palma

Tomás Estrada, född 9 juli 1832, död 4 november 1908, var en kubansk politiker. Han var Kubas förste president, från 1902 till 1906.